# Ingrid Eggert
Ingrid Eggert, gift Lundberg, född 1919, död 2014, var en svensk tennisspelare, som blev bland annat svensk mästare i dubbel och mixed 12 gånger. Hon var en engagerade medlem av KLTK fram till sin död. Hon satt i styrelsen under 1960-1970-talet och blev vald till hedersledamot i klubbens styrelse 1976 och fick därför klubbens hedersnål.